# Station Lienz

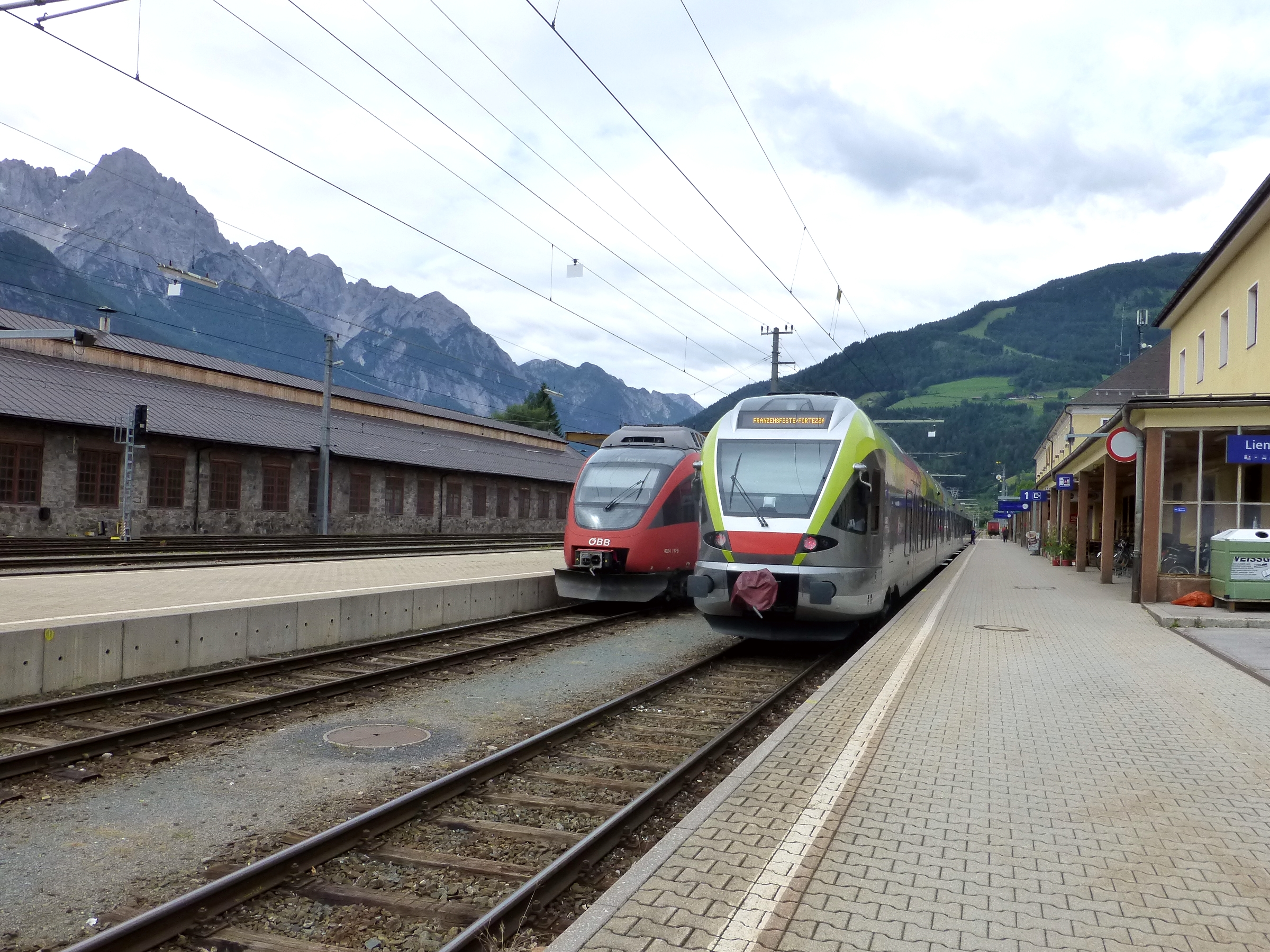
Bahnhof Lienz

Station Lienz is een spoorwegstation aan de Drautalspoorlijn in de stad Lienz (Oostenrijk-Oost-Tirol).